# جو والترز
جو والترز (بالإنجليزية: Joe Walters)‏ هو لاعب اللاكروس أمريكي، ولد في 30 نوفمبر 1984 في آيرونديكويت في الولايات المتحدة.